# Kelly Gould
Kelly Kristen Gould (* 4. August 1999 in Los Angeles) ist eine US-amerikanische Schauspielerin, die vor allem durch ihre Serienrollen in Lucky Louie und Rita Rockt bekannt ist, aber auch in zahlreichen namhaften Filmen und anderen Fernsehserien eingesetzt wurde. Sie ist die jüngere Schwester von Alexander Gould und Emma Gould, die beide ebenfalls im Schauspielbereich tätig sind.

## Leben und Karriere
Ihren ersten Filmauftritt hatte Kelly Gould bereits im Alter von gerade einmal drei Wochen, als sie in einer Geburtsszene zu sehen war. Rund drei Wochen später wurde sie als Chastity Sun Bono, Tochter von Sonny Bono und Cher, in The Sonny & Cher Story (MOW) besetzt. Während sie bereits in ihrer frühen Kindheit in Werbespots zu sehen war, ist sie in diesem Bereich auch heute noch tätig. Im Jahre 2004 konnte sie schließlich ihren ersten wirklichen Fernsehauftritt verzeichnen, als sie in einer Episode von Strong Medicine: Zwei Ärztinnen wie Feuer und Eis auftrat und im Folgejahr auch in einer Folge von Jake in Progress zu sehen war. Eine Hauptrolle folgte für die junge Nachwuchsschauspielerin schließlich in der nur kurzlebigen Fernsehserie Lucky Louie mit dem Allround-Talent Louis C.K., wo sie von 2006 bis 2007 in allen produzierten Episoden in der Rolle der Lucy zu sehen war. Eine kleine Gastrolle von etwa drei Sekunden folgte schließlich im Film Die Eisprinzen, der im Jahre 2007 seine Premiere hatte. Im selben Jahr wurde sie unter anderem auch in jeweils einer Episode von Hannah Montana und Ghost Whisperer – Stimmen aus dem Jenseits eingesetzt. Zu einem weiteren Auftritt in einer namhaften Fernsehserie kam sie 2008 in Cold Case – Kein Opfer ist je vergessen, als sie in diesem Jahr auch zu ihrem eigentlichen Durchbruch kam. So wurde sie eine der Hauptdarstellerinnen der Comedyserie Rita Rockt und schlüpfte in der Serie in allen 40 ausgestrahlten Episoden in die Rolle der Shannon Clemens. Bereits im Folgejahr brachte sie es auf eine nicht unwesentliche Nebenrolle in Lieber verliebt, wo sie neben Catherine Zeta-Jones und Justin Bartha als Sadie zu sehen war. 2010 folgte unter anderem ein Filmauftritt im Disney Channel Original Movie Mein Bruder, die Pfadfinderin!, wo sie abermals eine Nebenrolle spielte, sowie weitere Engagements in einer Gastrolle in der Jugendserie Jessie und einer Nebenrolle in 16-Love im Jahre 2012.

## Filmografie (Auswahl)
- 2004: Strong Medicine: Zwei Ärztinnen wie Feuer und Eis (Strong Medicine, Episode 5x12)
- 2005: Jake in Progress (Episode 1x08)
- 2006–2007: Lucky Louie (13 Episoden)
- 2007: Hannah Montana (Episode 2x07)
- 2007: Ghost Whisperer – Stimmen aus dem Jenseits (Ghost Whisperer, Episode 3x09)
- 2007: Die Eisprinzen (Blades of Glory)
- 2008: Cold Case – Kein Opfer ist je vergessen (Cold Case, Episode 5x12)
- 2008–2009: Rita Rockt (Rita Rocks, 40 Episoden)
- 2009: Lieber verliebt (The Rebound)
- 2010: Mein Bruder, die Pfadfinderin! (Den Brother, Fernsehfilm)
- 2012: 16-Love
- 2012–2015: Jessie (Fernsehserie, 3 Episoden)